# Уоттс, Кейлеб
Ке́йлеб Ка́ссиус Уо́ттс (англ. Caleb Cassius Watts; род. 16 января 2002, Эссекс, Восточная Англия) — австралийский футболист,  полузащитник английского клуба «Саутгемптон», выступающий на правах аренды за «Моркам».

## Клубная карьера
В июле 2019 года подписал свой первый профессиональный контракт с «Саутгемптоном». 19 января 2021 года дебютировал в основном составе «святых», выйдя в стартовом составе в матче Кубка Англии против «Шрусбери Таун». Неделю спустя, 26 января, дебютировал в Премьер-лиге, заменив Дэнни Ингза в матче против «Арсенала».
12 января 2022 года на правах аренды присоединился к клубу «Кроли Таун». Через дня дебютировал в игре против «Карлайл Юнайтед», выйдя с замены на 63-й минуте, но через 18 минут был заменён из-за полученной травмы.

## Карьера в сборной
Уоттс родился в Англии в семье австралийца, поэтому может выступать за сборные Англии и Австралии. В 2019 году сыграл за сборную Австралии до 17 лет на юношеском чемпионате мира в Бразилии. На турнире провёл 4 матча и забил 1 гол.